# لوئیس آلبرتو مونگه
لوئیس آلبرتو مونگه آلوارز (اسپانیایی: Luis Alberto Monge Álvarez‎؛ زادهٔ ۲۹ دسامبر ۱۹۲۵ – درگذشتهٔ ۲۹ نوامبر ۲۰۱۶) سیاستمدار کاستاریکایی که از ۱۹۸۲ تا ۱۹۸۶ رئیس‌جمهور این کشور بود.
لوئیس آلبرتو مونگه در ۲۹ نوامبر ۲۰۱۶، در سن ۹۰ سالگی درگذشت.